# Protección (ort)
Protección är en ort i Honduras.   Den ligger i departementet Departamento de Santa Bárbara, i den västra delen av landet, 190 km nordväst om huvudstaden Tegucigalpa. Protección ligger 920 meter över havet och antalet invånare är 2 101.
Terrängen runt Protección är huvudsakligen kuperad, men västerut är den bergig. Runt Protección är det ganska glesbefolkat, med 48 invånare per kvadratkilometer. Närmaste större samhälle är La Entrada, 9,1 km väster om Protección.  